# ساتهمپتون (ماساچوست)
ساتهمپتون(به انگلیسی: Southampton) شهرکی در شهرستان همشایر ایالت ماساچوست می‌باشد که در سال ۱۷۷۵ بنیان‌گذاری شده‌است. این شهرک در سرشماری سال ۲۰۱۰ میلادی، ۵٬۷۹۲ نفر جمعیت داشته‌است.